# Dumuzid, el pastor
Dumuzid o Dumuzi, llamado "el pastor", de Bad-tibira en Sumer, fue, según la Lista Real Sumeria, el quinto rey predinástico en el período legendario antes del diluvio universal. La lista afirma que Dumuzid reinó durante 36.000 años (sic).

## En la épica sumeraria
"Dumuzid, el pastor de las " es el sujeto de una serie de poemas épicos en la Literatura sumeria. Sin embargo, es descrito en las tablillas, como rey de Uruk, el título dado en la Lista Real a Dumuzid, el pescador, un rey posterior post-diluvio, con el que no hay que confundir.
Entre las míticas composiciones que se refieren a Dumuzid el pastor, se pueden citar:
- El descenso de Inana al inframundo: Inanna, tras descender al inframundo, es autorizada a volver, pero solo con un séquito de demonios, que insisten en llevarse a una persona notable en su lugar. Ella disuade a los demonios de llevarse a los gobernantes de Umma y Bad-tibira, disfrazados como pobres, pero cuando llegan a Uruk, encuentran a Dumuzid en plena opulencia, y le capturan immediatamente.
- Dumuzid y Ngeshtin-ana: Inanna entrega a Dumuzid a los demonios, como su sustituto, pero escapa a casa de su hermana, Ngeshtin-ana (Geshtinanna).  Los demonios le persiguen, y finalmente le encuentran, escondido entre el pasto.
- Dumuzid y su hermana: Tablilla fragmentada. La hermana de Dumuzid parece estar de luto, por su muerte.
- El sueño de Dumuzid: Dumuzid sueña con su propia muerte, y lo cuenta a Ngeshtin-ana, quien le dice que es una señal de su próximo derrocamiento por hombres hambrientos o demonios.[1]

## Deidad
Poemas e himnos de oración posteriores indican que Dumuzid fue considerado más adelante como una deidad, un precursor del dios babilonio Tammuz. En la tablilla 6 del babilonio Poema de Gilgamesh, Gilgamesh rechaza a Ishtar (Inanna), recordándole que ella había golpeado a Tamuz (Dumuzid), "el amante de su juventud (de ella)", decretando que debía "seguir llorando año tras año". Representado pictóricamente como un pájaro con un ala rota, Dumuzid ahora "se queda en el bosque, lamentándose ¡Mi ala!